# باولو أورتيز
باولو أورتيز (بالإسبانية: Paolo Ortíz) (14 يناير 1985 بأسونسيون في باراغواي - ) هو مدرب كرة قدم ولاعب كرة قدم باراغواياني في مركز حراسة المرمى. لعب مع سيرو بورتينيو ونادي 3 فبراير وجنرال كاباليرو ‏ وReal Arroyo Seco ‏.

## وصلات خارجية
- باولو أورتيز على موقع قاعدة بيانات كرة القدم.إي يو (الإنجليزية)